# Xã Mary Ann, Quận Licking, Ohio
Xã Mary Ann (tiếng Anh: Mary Ann Township) là một xã thuộc quận Licking, tiểu bang Ohio, Hoa Kỳ. Năm 2010, dân số của xã này là 2.116 người.